# Alfred Tissières
Alfred Tissières (*  14. Oktober 1917 in Martigny; † 7. Juni 2003 in Thônex) war ein Schweizer Biochemiker, Mediziner, Molekularbiologe und Genetiker.
Tissières war Bürger von Orsières. Er studierte Medizin in Lausanne mit der Promotion zum Dr. med. und wurde 1951 an der Universität Cambridge in Biochemie promoviert (für Arbeiten angefertigt am Molteno Institute for Research in Parasitology). Als  Post-Doktorand war er 1951/52 als Gosney Research Fellow am Caltech, wo er sich bei Max Delbrück mit Atmungsenzymen befasste, von 1952 bis 1957 war er Research Fellow in Cambridge und von 1957 bis 1961 Research Associate an der Harvard University bei James Watson. Von 1961 bis 1963 war er am Institut Pasteur in Paris und von 1963 bis 1988 ordentlicher Professor für Molekularbiologie an der Universität Genf. Damit war er mit Eduard Kellenberger der erste Professor auf einem Lehrstuhl für Molekularbiologie in der Schweiz.
Er forschte zunächst ab etwa 1944 über Energiestoffwechsel in Zellen und ab etwa 1957 über Struktur und Funktion der Ribosomen und Proteinsynthese in Zellen, als einer der Pioniere der zellfreien Proteinsynthese mit Ribosomen (mit Extrakten aus Bakterienzellen von E. coli). In Harvard entdeckte er mit James Watson, das Ribosomen aus zwei ungleichen Teilen bestehen. In Genf setzte er seine Forschung zu Ribosomen fort. Er befasste sich auch mit Hitzeschockproteinen bei Fliegen.
Professor an einem Institut für Molekularbiologie in der Schweiz. 1966 Marcel-Benoist-Preis, 1968–73 Ratsmitglied der europ. Organisation für Molekularbiologie.
1966 erhielt er den Marcel-Benoist-Preis. Er war Mitglied der EMBO und von 1968 bis 1973 in deren Rat. Er nahm ab 1961 regelmäßig an den Cold Spring Harbor Symposien teil.